# Artur Cussó
Artur Cussó fou un polític català, membre d'Estat Català i Bandera Negra i fundador, el 1932, amb Pere Aznar i Seseres i Jaume Compte i Canelles, del Partit Català Proletari (PCP), que va escindir-se d'Estat Català.
Essent membre d'Estat Català, va comandar «La Brandada», una secció dels escamots d'aquell partit a Barcelona. L'any 1935 va participar en les negociacions per a la unió dels partits marxistes de Catalunya. Com a resultat de les negociacions, el juliol del 1936 el PCP es va integrar en el Partit Socialista Unificat de Catalunya (PSUC).
El 1939 s'exilià a Santiago de Xile, on va organitzar amb Pere Aznar i el Centre Català de Santiago de Xile l'acollida de refugiats catalans que hi van arribar amb el vaixell mercant Winnipeg.